# Copa do Mundo CONIFA de 2020
A Copa do Mundo CONIFA de 2020 seria a quarta edição da Copa do Mundo CONIFA, um torneio internacional de futebol para os estados, minorias, povos sem pátria e regiões não filiados à FIFA, organizado pela CONIFA. A Somalilândia foi originalmente anunciada como anfitriã do torneio. Entretanto, em 19 de agosto de 2019, a CONIFA anunciou que a copa não seria mais realizada na Somalilândia devido a dificuldades de logística. Mais tarde foi anunciado que o torneio seria realizado em Escópia, capital da Macedônia do Norte, sem membro da CONIFA como anfitrião designado.
No dia 23 de março de 2020, a CONIFA anunciou que o torneio não seria mais realizado na Macedônia do Norte entre os dias 30 de maio e 7 de junho devido à pandemia de COVID-19. O torneio foi finalmente cancelado pela CONIFA, com a organização traçando planos para expandir os torneios continentais futuros.

## Escolha do anfitrião
Em janeiro de 2019, na Reunião Geral Anual da CONIFA em Cracóvia, na Polônia, foi anunciado que a Somalilândia havia sido selecionada para atuar como anfitriã da Copa do Mundo de Futebol da CONIFA em 2020. Em agosto de 2019, a CONIFA anunciou que a Somalilândia havia desistido dos direitos de hospedagem para a Copa do Mundo de Futebol em 2020 sem nomear um substituto. A Cornualha subseqüentemente havia tentado sediar o torneio. Em dezembro de 2019, a CONIFA anunciou que o torneio seria realizado em Escópia, capital da Macedônia do Norte, sem membro da CONIFA como anfitrião designado.

## Qualificação
A CONIFA atribui o número de vagas para cada continente, de acordo com a porcentagem de seus membros vindos de cada continente. A Europa possui 4 vagas, incluindo uma para a vencedora da Copa Europeia CONIFA de 2019. A Ásia e a África possuem 3 e a América do Norte, América do Sul e Oceania têm uma vaga cada. Além disso, uma vaga é reservada para uma equipe de wild card. A Transcarpátia, atual campeã, se classificou automaticamente. Originalmente, a Somalilândia se qualificou automaticamente como anfitrião, mas o torneio foi transferido para a Macedônia do Norte e nenhum membro da CONIFA está hospedando. Com isso, a vaga de anfitrião da Somalilândia foi retirada e convertida em um Global Ticket, que foi dado à Seleção do Arquipélago de Chagos. 
Nem todos os membros da CONIFA se qualificaram e, nos continentes da África e da América do Sul, um número igual de equipes entrou em comparação com o número de vagas disponíveis; portanto, todos os participantes desses continentes se qualificaram automaticamente.

### Equipes qualificadas
| Equipe                | Continente       | Método de classificação                | Data de classificação | Aparição final | Aparição anterior | Melhor desempenho anterior | Notas                     |
| --------------------- | ---------------- | -------------------------------------- | --------------------- | -------------- | ----------------- | -------------------------- | ------------------------- |
| Saara Ocidental       | África           | Wild Card                              | 17 de maio de 2019    | 1ª             | Estreante         | N/A                        | Retirou-se posteriormente |
| Mapuches              | América do Sul   | Qualificação regional                  | 18 de junho de 2019   | 1ª             | Estreante         | N/A                        |                           |
| Transcarpátia         | Europa           | Campeã da Copa do Mundo CONIFA de 2018 | 9 de junho de 2018    | 2ª             | 2018              | Campeã (2018)              |                           |
| Ossétia do Sul        | Europa           | Campeã da Copa Europeia CONIFA de 2019 | 9 de junho de 2019    | 2ª             | 2014              | Quarto lugar (2014)        |                           |
| Darfur                | África           | Qualificação regional                  | 18 de junho de 2019   | 2ª             | 2014              | Fase de colocação (2016)   |                           |
| Matabelelândia        | África           | Qualificação regional                  | 18 de junho de 2019   | 2ª             | 2018              | Fase de colocação (2018)   |                           |
| Cabília               | África           | Qualificação regional                  | 18 de junho de 2019   | 2ª             | 2018              | Fase de colocação (2018)   |                           |
| Cascádia              | América do Norte | Qualificação regional                  | 4 de janeiro de 2020  | 2ª             | 2018              | Fase de colocação (2018)   |                           |
| Arquipélago de Chagos | África           | Global Ticket                          | 4 de janeiro de 2020  | 2ª             | 2016              | Fase de colocação (2016)   |                           |
| Cornualha             | Europa           | Qualificação regional                  | 4 de janeiro de 2020  | 1ª             | Estreante         | N/A                        |                           |
| Mariya                | Oceania          | Qualificação regional                  | 4 de janeiro de 2020  | 1ª             | Estreante         | N/A                        |                           |
| Panjabe               | Ásia             | Qualificação regional                  | 4 de janeiro de 2020  | 3ª             | 2018              | Segundo lugar (2016)       |                           |
| Paróquias de Jersey   | Europa           | Qualificação regional                  | 4 de janeiro de 2020  | 1ª             | Estreante         | N/A                        |                           |
| Tamil Eelam           | Ásia             | Qualificação regional                  | 4 de janeiro de 2020  | 3ª             | 2018              | Fase de colocação (2014)   |                           |
| Coreanos no Japão     | Ásia             | Qualificação regional                  | 4 de janeiro de 2020  | 3ª             | 2018              | Fase de colocação (2016)   |                           |
| Armênia Ocidental     | Europa           | Qualificação regional                  | 4 de janeiro de 2020  | 3ª             | 2018              | Fase de colocação (2016)   |                           |
| Curdistão             | Ásia             | Substituição                           |                       | 3ª             | 2016              | Fase de colocação (2014)   | Substitui Saara Ocidental |

### Sorteio
As 16 equipes foram divididas em 4 potes, de onde sairiam as equipes sorteadas para cada um dos 4 grupos. O sorteio da fase de grupos aconteceu no dia 26 de janeiro, em Jersey, durante a AGM 2020, e foi realizado por Lucy Bostritski, da Sportsbet.io, patrocinadora principal da CONIFA; Jens Jockel, Presidente da CONIFA na Ásia; Hakan Kuorak, chefe da Associação de Futebol da Lapônia; e Roger Lundback, diretor global de árbitros da CONIFA.

## Tabela

### Fase de grupos
| Legenda | Legenda                                        |
| ------- | ---------------------------------------------- |
|         | Equipes classificadas para as quartas de final |
|         | Equipes na fase de colocação                   |

#### Grupo A
| Equipe                | Pts. | J | V | E | D | GM | GS | SG |
| --------------------- | ---- | - | - | - | - | -- | -- | -- |
| Paróquias de Jersey   | 0    | 0 | 0 | 0 | 0 | 0  | 0  | 0  |
| Panjabe               | 0    | 0 | 0 | 0 | 0 | 0  | 0  | 0  |
| Curdistão             | 0    | 0 | 0 | 0 | 0 | 0  | 0  | 0  |
| Arquipélago de Chagos | 0    | 0 | 0 | 0 | 0 | 0  | 0  | 0  |

|  |  | V |  |  |
|  |  |   |  |  |

|  |  | V |  |  |
|  |  |   |  |  |

|  |  | V |  |  |
|  |  |   |  |  |

|  |  | V |  |  |
|  |  |   |  |  |

|  |  | V |  |  |
|  |  |   |  |  |

|  |  | V |  |  |
|  |  |   |  |  |

#### Grupo B
| Equipe            | Pts. | J | V | E | D | GM | GS | SG |
| ----------------- | ---- | - | - | - | - | -- | -- | -- |
| Transcarpátia     | 0    | 0 | 0 | 0 | 0 | 0  | 0  | 0  |
| Armênia Ocidental | 0    | 0 | 0 | 0 | 0 | 0  | 0  | 0  |
| Tamil Eelam       | 0    | 0 | 0 | 0 | 0 | 0  | 0  | 0  |
| Cabília           | 0    | 0 | 0 | 0 | 0 | 0  | 0  | 0  |

|  |  | V |  |  |
|  |  |   |  |  |

|  |  | V |  |  |
|  |  |   |  |  |

|  |  | V |  |  |
|  |  |   |  |  |

|  |  | V |  |  |
|  |  |   |  |  |

|  |  | V |  |  |
|  |  |   |  |  |

|  |  | V |  |  |
|  |  |   |  |  |

#### Grupo C
| Equipe         | Pts. | J | V | E | D | GM | GS | SG |
| -------------- | ---- | - | - | - | - | -- | -- | -- |
| Mapuches       | 0    | 0 | 0 | 0 | 0 | 0  | 0  | 0  |
| Matabelelândia | 0    | 0 | 0 | 0 | 0 | 0  | 0  | 0  |
| Cornualha      | 0    | 0 | 0 | 0 | 0 | 0  | 0  | 0  |
| Mariya         | 0    | 0 | 0 | 0 | 0 | 0  | 0  | 0  |

|  |  | V |  |  |
|  |  |   |  |  |

|  |  | V |  |  |
|  |  |   |  |  |

|  |  | V |  |  |
|  |  |   |  |  |

|  |  | V |  |  |
|  |  |   |  |  |

|  |  | V |  |  |
|  |  |   |  |  |

|  |  | V |  |  |
|  |  |   |  |  |

#### Grupo D
| Equipe            | Pts. | J | V | E | D | GM | GS | SG |
| ----------------- | ---- | - | - | - | - | -- | -- | -- |
| Ossétia do Sul    | 0    | 0 | 0 | 0 | 0 | 0  | 0  | 0  |
| Cascádia          | 0    | 0 | 0 | 0 | 0 | 0  | 0  | 0  |
| Coreanos no Japão | 0    | 0 | 0 | 0 | 0 | 0  | 0  | 0  |
| Darfur            | 0    | 0 | 0 | 0 | 0 | 0  | 0  | 0  |

|  |  | V |  |  |
|  |  |   |  |  |

|  |  | V |  |  |
|  |  |   |  |  |

|  |  | V |  |  |
|  |  |   |  |  |

|  |  | V |  |  |
|  |  |   |  |  |

|  |  | V |  |  |
|  |  |   |  |  |

|  |  | V |  |  |
|  |  |   |  |  |

## Adiamento e cancelamento
No dia 22 de março de 2020, os membros do conselho executivo da CONIFA tomaram a decisão de que o torneio não seria mais realizado na Macedônia do Norte na data anteriormente definida devido à emergência de COVID-19 no mundo. Ainda não foram anunciadas informações sobre o reagendamento das datas ou sobre o anfitrião. No dia 29 de abril de 2020, o Comitê Executivo da CONIFA anunciou através de seus canais de mídia social que o torneio havia sido cancelado, sem reagendamento. Além disso, a organização esboçou planos para expandir os torneios continentais futuros, redirecionando o financiamento da Copa do Mundo de 2020 feito pela Sportsbet.io, que seria a patrocinadora do evento.